# Mouvement pour un renouveau du sionisme social
Le Mouvement pour un renouveau du sionisme social (hébreu : תנועה להתחדשות ציונית חברתית, Tenoa'a leHithadshut Tzionut Hevratit) était un parti politique israélien mineur et éphémère du milieu des années 1980.

## Histoire
Le parti fut créé le 6 juin 1983 par le ministre sans portefeuille Mordechai Ben-Porat à la suite de l'explosion du Telem (un autre membre, Yigael Hurvitz, recréant le Rafi-Liste nationale).
Cependant, le parti échoua à dépasser le seuil électoral lors des élections législatives de 1984 et disparut. Mordechai Ben-Porat passa à autre chose, et rejoignit le Likoud en 1988.